# Asson
Pour les articles homonymes, voir Asson.
Asson est une commune française, située dans le département des Pyrénées-Atlantiques en région Nouvelle-Aquitaine.

## Géographie

### Localisation
La commune d'Asson se trouve dans le département des Pyrénées-Atlantiques, en région Nouvelle-Aquitaine.
Elle se situe à 26 km par la route de Pau, préfecture du département, et à 5 km de Nay, bureau centralisateur du canton d'Ouzom, Gave et Rives du Neez dont dépend la commune depuis 2015 pour les élections départementales.
La commune fait en outre partie du bassin de vie de Pau.
Les communes les plus proches sont : 
Igon (2,8 km), Coarraze (3,9 km), Lestelle-Bétharram (3,9 km), Bruges-Capbis-Mifaget (4,2 km), Nay (4,4 km), Montaut (4,6 km), Mirepeix (5,4 km), Arthez-d'Asson (5,7 km).
Sur le plan historique et culturel, Asson fait partie de la province du Béarn, qui fut également un État et qui présente une unité historique et culturelle à laquelle s’oppose une diversité frappante de paysages au relief tourmenté.

### Paysages et relief

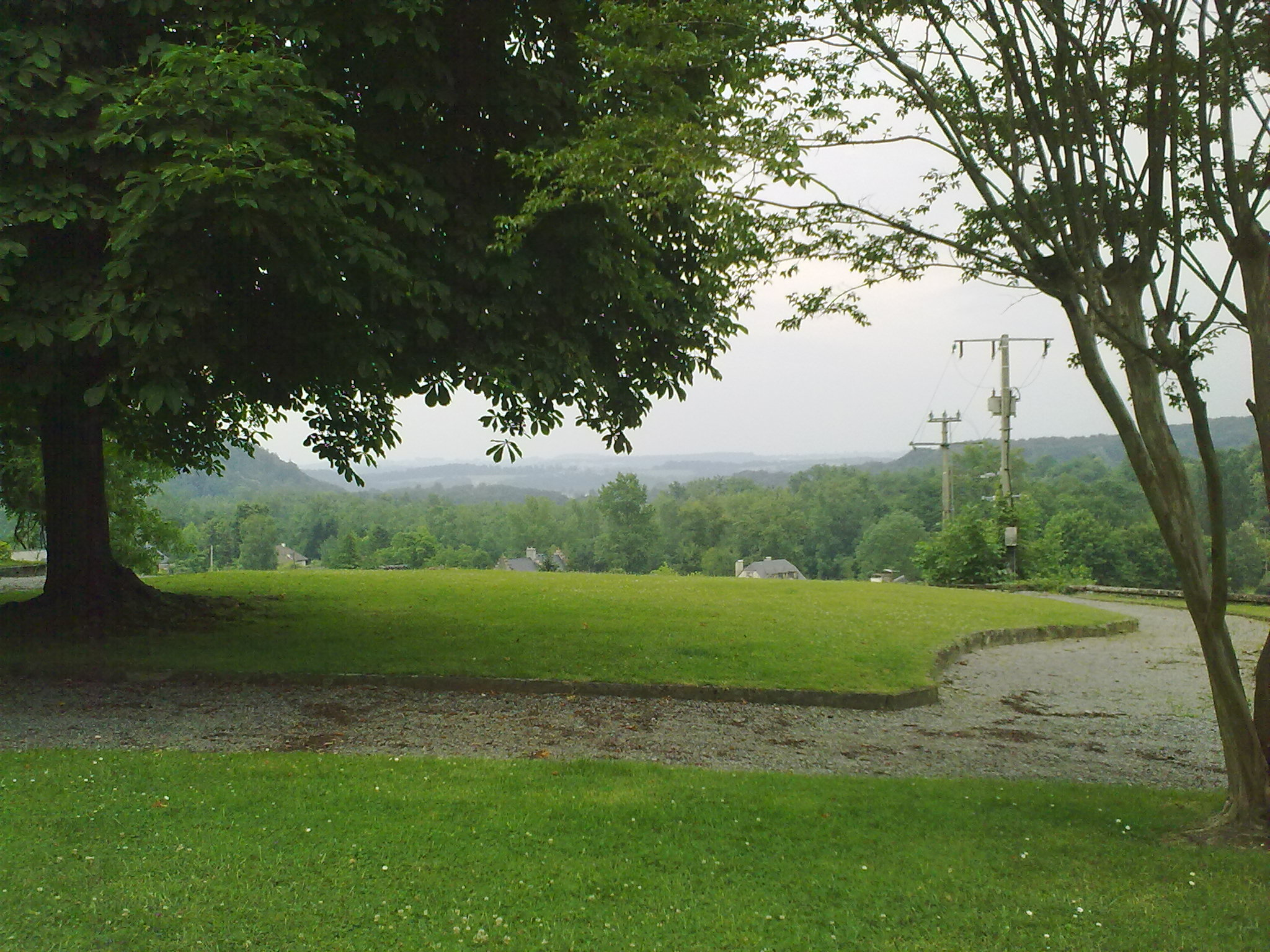
Paysage depuis Asson vers l'est.

### Communes limitrophes
Les communes limitrophes sont  Arros-de-Nay, Arthez-d'Asson, Bruges-Capbis-Mifaget, Ferrières, Igon, Lestelle-Bétharram, Louvie-Juzon, Nay, Saint-Pé-de-Bigorre et Salles.
| Arros-de-Nay                          | Nay                         | Igon, Lestelle-Bétharram              |
| Bruges-Capbis-Mifaget, Arthez-d'Asson | Asson                       | Saint-Pé-de-Bigorre (Hautes-Pyrénées) |
| Bruges-Capbis-Mifaget, Louvie-Juzon   | Ferrières (Hautes-Pyrénées) | Salles (Hautes-Pyrénées)              |

### Hydrographie
Située dans le bassin versant de l’Adour, Asson est traversée par le gave de Pau, affluent de l'Adour, et par ses tributaires, l'Ouzom et le Béez.
L'Ouzom est alimenté sur le territoire d'Asson par les ruisseaux de Gerse, Turonnet, de Thouet, le Goulet, d'Incamps, de Berdoulat et l'Arrieucourt (lui-même alimenté sur la commune par le ruisseau de la fontaine Béra), et les caux de la Hèche, du Hau et du Gat. Paul Raymond signale en 1863 un autre affluent de l’Ouzom, le Touchet, qui arrose Asson et Arthez-d'Asson.
Le Béez est rejoint sur la commune par les ruisseaux le Landistou, de Trubés (lui-même alimenté sur Asson par le ruisseau de Marlies), la Toupiette, Arrouy, de Mourté, du Lacot (rejoint sur la commune par le ruisseau de la Sègue), de Jupé, de Picas, Coudé et Soulens.

### Climat
Le climat qui caractérise la commune est qualifié, en 2010, de « climat océanique altéré », selon la typologie des climats de la France qui compte alors huit grands types de climats en métropole. En 2020, la commune ressort du même type de climat dans la classification établie par Météo-France, qui ne compte désormais, en première approche, que cinq grands types de climats en métropole. Il s’agit d’une zone de transition entre le climat océanique et les climats de montagne et semi-continental. Les écarts de température entre hiver et été augmentent avec l'éloignement de la mer. La pluviométrie est plus faible qu'en bord de mer, sauf aux abords des reliefs.
Les paramètres climatiques qui ont permis d’établir la typologie de 2010 comportent six variables pour les températures et huit pour les précipitations, dont les valeurs correspondent à la normale 1971-2000. Les sept principales variables caractérisant la commune sont présentées dans l'encadré ci-après.
| Paramètres climatiques communaux sur la période 1971-2000 |
| - Moyenne annuelle de température : 12,7 °C - Nombre de jours avec une température inférieure à −5 °C : 2 j - Nombre de jours avec une température supérieure à 30 °C : 4,7 j - Amplitude thermique annuelle : 13,6 °C - Cumuls annuels de précipitation : 1 279 mm - Nombre de jours de précipitation en janvier : 11,2 j - Nombre de jours de précipitation en juillet : 8,9 j |

Avec le changement climatique, ces variables ont évolué. Une étude réalisée en 2014 par la Direction générale de l'Énergie et du Climat complétée par des études régionales prévoit en effet que la  température moyenne devrait croître et la pluviométrie moyenne baisser, avec toutefois de fortes variations régionales. La station météorologique de Météo-France installée sur la commune et mise en service en 1970 permet de connaître en continu l'évolution des indicateurs météorologiques. Le tableau détaillé pour la période 1981-2010 est présenté ci-après.
| Mois                                  | jan.             | fév.            | mars            | avril         | mai             | juin           | jui.            | août           | sep.          | oct.            | nov.            | déc.             | année      |
| ------------------------------------- | ---------------- | --------------- | --------------- | ------------- | --------------- | -------------- | --------------- | -------------- | ------------- | --------------- | --------------- | ---------------- | ---------- |
| Température minimale moyenne (°C)     | 0,7              | 1,1             | 3,2             | 5             | 8,7             | 12,1           | 14,1            | 13,9           | 11            | 8               | 3,7             | 1,4              | 6,9        |
| Température moyenne (°C)              | 6,3              | 7               | 9,5             | 11,2          | 14,9            | 18,2           | 20,2            | 20,3           | 17,7          | 14,3            | 9,5             | 6,9              | 13         |
| Température maximale moyenne (°C)     | 11,9             | 12,9            | 15,8            | 17,4          | 21,1            | 24,2           | 26,4            | 26,7           | 24,5          | 20,6            | 15,2            | 12,4             | 19,1       |
| Record de froid (°C) date du record   | −17,6 15.01.1985 | −11 12.02.12    | −10,9 01.03.05  | −4 04.04.1996 | −0,6 07.05.1982 | 2,8 09.06.1985 | 1,4 10.07.1971  | 4,6 29.08.1998 | 1 25.09.02    | −3,4 16.10.09   | −9,9 23.11.1988 | −11,4 03.12.1973 | −17,6 1985 |
| Record de chaleur (°C) date du record | 23,4 05.01.1999  | 27,9 26.02.1994 | 29,1 21.03.1990 | 31,7 30.04.05 | 34,6 28.05.01   | 39 22.06.03    | 38,2 25.07.1985 | 42,1 13.08.03  | 36,6 05.09.06 | 36,2 02.10.1985 | 28,2 08.11.1985 | 26,1 04.12.1985  | 42,1 2003  |
| Précipitations (mm)                   | 117,5            | 96,6            | 102,8           | 131,1         | 138,7           | 101            | 83,1            | 97             | 90,6          | 109,7           | 124,2           | 112,3            | 1 304,6    |

### Milieux naturels
Asson est labellisé Village étoilé depuis 2018.

#### Les grottes de Bétharram
Les grottes de Bétharram sont une série de grottes situées à la frontière des départements des Pyrénées-Atlantiques et des Hautes-Pyrénées.
Leur emprise intéresse les communes d'Asson et Lestelle-Bétharram dans les Pyrénées-Atlantiques et de Saint-Pé-de-Bigorre dans les Hautes-Pyrénées. Elles font découvrir à pied, en barque, puis en petit train, la clef de la formation des grottes similaires.

#### Le zoo d'Asson
Implanté sur cinq hectares, le zoo d'Asson présente un ensemble zoologique composé d'espèces en voie de disparition ou peu courantes en zoo.

#### Sommets
Le Castet-Ousset culmine à 718 mètres, la Soum de Camlong à 881 mètres, le pic Céberi à 891 mètres, la Soum d’Arangou à 892 mètres, la Soum de la Bécole à 947 mètres, le Pène de la Hèche à 1 326 mètres, les Toupiettes à 1 357 mètres, la Soum de Martî-Peyras à 1 464 mètres, la Soume de Moulle à 1 544 mètres et le pic du Monbula à 1 583 mètres.

## Urbanisme

### Typologie
Au 1er janvier 2024, Asson est catégorisée bourg rural, selon la nouvelle grille communale de densité à sept niveaux définie par l'Insee en 2022.
Elle est située hors unité urbaine. Par ailleurs la commune fait partie de l'aire d'attraction de Pau, dont elle est une commune de la couronne,. Cette aire, qui regroupe 227 communes, est catégorisée dans les aires de 200 000 à moins de 700 000 habitants,.

### Occupation des sols

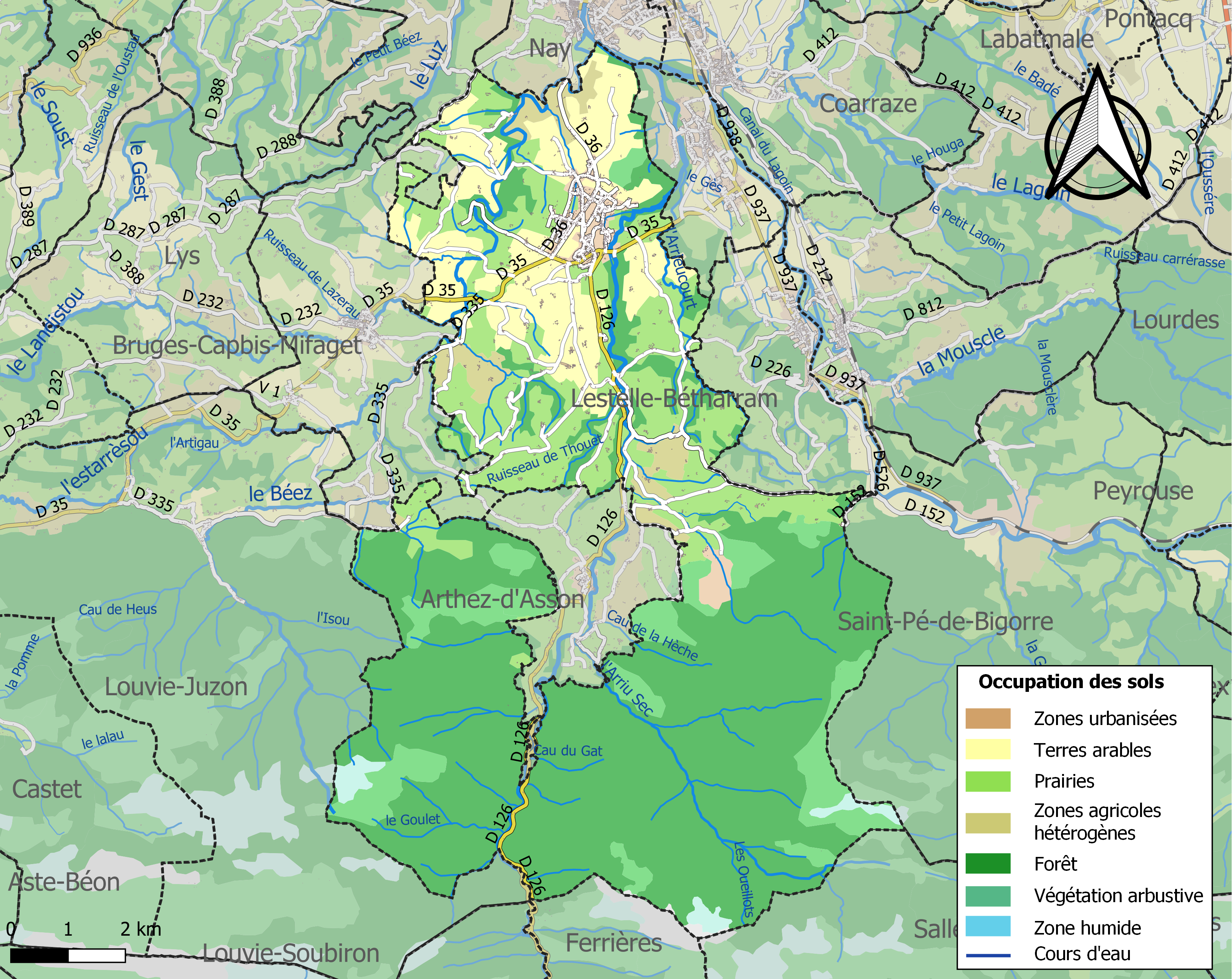
Carte des infrastructures et de l'occupation des sols de la commune en 2018 (CLC).

L'occupation des sols de la commune, telle qu'elle ressort de la base de données européenne d’occupation biophysique des sols Corine Land Cover (CLC), est marquée par l'importance des forêts et milieux semi-naturels (63,1 % en 2018), une proportion sensiblement équivalente à celle de 1990 (63,6 %). La répartition détaillée en 2018 est la suivante : 
forêts (53,3 %), prairies (19,6 %), terres arables (12 %), milieux à végétation arbustive et/ou herbacée (8,6 %), zones agricoles hétérogènes (3,1 %), zones urbanisées (1,6 %), espaces ouverts, sans ou avec peu de végétation (1,2 %), mines, décharges et chantiers (0,5 %). L'évolution de l’occupation des sols de la commune et de ses infrastructures peut être observée sur les différentes représentations cartographiques du territoire : la carte de Cassini (XVIIIe siècle), la carte d'état-major (1820-1866) et les cartes ou photos aériennes de l'IGN pour la période actuelle (1950 à aujourd'hui).

### Lieux-dits et hameaux
- Arnaude[6]
- Arrestouilh[6]
- Arrioucourt[6],[8]
- Arrouaus[6]
- Aubuchou[6]
- Ausone[6]
- Barrabourg[6]
- Bascou[6]
- Batailles[6],[8]
- Béchacq[6],[8]
- Bélile[6]
- Bellocq (col de - 437 mètres)[6]
- Berdeu[6]
- Berdoulat[6]
- Berduc[6]
- Bernadou[6]
- Bernatas[6]
- Betbeu[6]
- Betcabe[6]
- Betpède[6]
- Bonnehon[6]
- Bourdila[6]
- Bourié[6]
- Brau[6]
- Brouquet[6]
- Brune[6]
- Busoc[6]
- Cabalou[6]
- Carache[6]
- Cassagne[6]
- Cassou[6]
- Castella[6]
- Castet Mauheit[6]
- Castet-Oussès[6],[8]
- Catala[6]
- Cayeré[6]
- Cotbracq[6]
- Cot de Hosse[6]
- les Courades[6]
- la Courgue[6]
- Crouseilles[6]
- Dagues[6]
- Donzelot[6]
- Douasous[6]
- Dourron[6]
- Ermitage d'Asson[6]
- Espagna (ruines)[6]
- Espoune-Carbou[6]
- Estradère[6],[8]
- Fradi[6]
- Gabouil[6]
- Galibet[6]
- Garrenot[6],[8]
- le Garroc Blanc[6]
- Gestou[6]
- Gourgues (vallon des)[6]
- las Grabes[6]
- Grabot[6],[8]
- Gracié[6]
- Guillamasse[6]
- Herran[6]
- Hourc[6]
- Hourcségou[6]
- Hourquet[6]
- Moulin Labarrère[6]
- Labat[6]
- Labedays[6]
- Labielle[6]
- Lacoume[6]
- Lalanne[6],[8]
- Lamothe[6]
- Lanardonne[6]
- Larban[6],[8]
- Larruhat[6]
- Lartigue[6]
- Lasque[6]
- Latapie (pont)[6]
- Loustalot[6]
- Luppé (château de)[6]
- Mandrou[6]
- Mansiou[6]
- Marcadet[6]
- Massey[6]
- Matocq[6]
- Mesplé[6]
- Milhet[6]
- Monge[6]
- Montguillalou[6]
- Montguillet[6]
- Jean Moulié[6]
- Mounicou[6]
- Nabarrà[6]
- Naspret[6]
- Nérios[6]
- Nougué[6]
- l’Oustau[6]
- Pabine[6]
- Palu[6],[8]
- Pédeprade[6]
- Péré[6]
- Peyrade[6]
- Peyroutet[6]
- Pladepousaux[6]
- Pousaux[6]
- Pradou[6]
- Regourt[6]
- Rouby[6]
- Sanguinet[6]
- Sanguinet (col de - 512 mètres)[6]
- Sarrailhé[6]
- Sarraméda[6]
- Sendou[6]
- Teich (col de - 1 034 mètres)[6]
- Teulère[6]
- Thou[6]
- Thouet[6]
- Touyarou[6]
- Trencade (col de - 1 273 mètres[6]

### Voies de communication et transports
Asson est desservie par les routes départementales D 35, D 36, D 126 et D 226.
Le réseau interurbain des Pyrénées-Atlantiques y possède un arrêt sur la ligne 810, menant de Lys à Pau.

### Risques majeurs
Le territoire de la commune d'Asson est vulnérable à différents aléas naturels : météorologiques (tempête, orage, neige, grand froid, canicule ou sécheresse), inondations, feux de forêts, mouvements de terrains et séisme (sismicité moyenne). Un site publié par le BRGM permet d'évaluer simplement et rapidement les risques d'un bien localisé soit par son adresse soit par le numéro de sa parcelle.
Certaines parties du territoire communal sont susceptibles d’être affectées par le risque d’inondation par une crue torrentielle ou à montée rapide de cours d'eau, notamment le gave de Pau, l'Ouzoum, le Béez et le Landistou. La commune a été reconnue en état de catastrophe naturelle au titre des dommages causés par les inondations et coulées de boue survenues en 1982, 1987, 1997, 2007, 2008, 2009, 2011, 2018 et 2021,.
Asson est exposée au risque de feu de forêt. En 2020, le premier plan de protection des forêts contre les incendies (PDPFCI) a été adopté pour la période 2020-2030. La réglementation des usages du feu à l’air libre et les obligations légales de débroussaillement dans le département des Pyrénées-Atlantiques font l'objet d'une consultation de public ouverte du 16 septembre au 7 octobre 2022,.
Les mouvements de terrains susceptibles de se produire sur la commune sont des affaissements et effondrements liés aux cavités souterraines (hors mines). Afin de mieux appréhender le risque d’affaissement de terrain, un inventaire national permet de localiser les éventuelles cavités souterraines sur la commune.

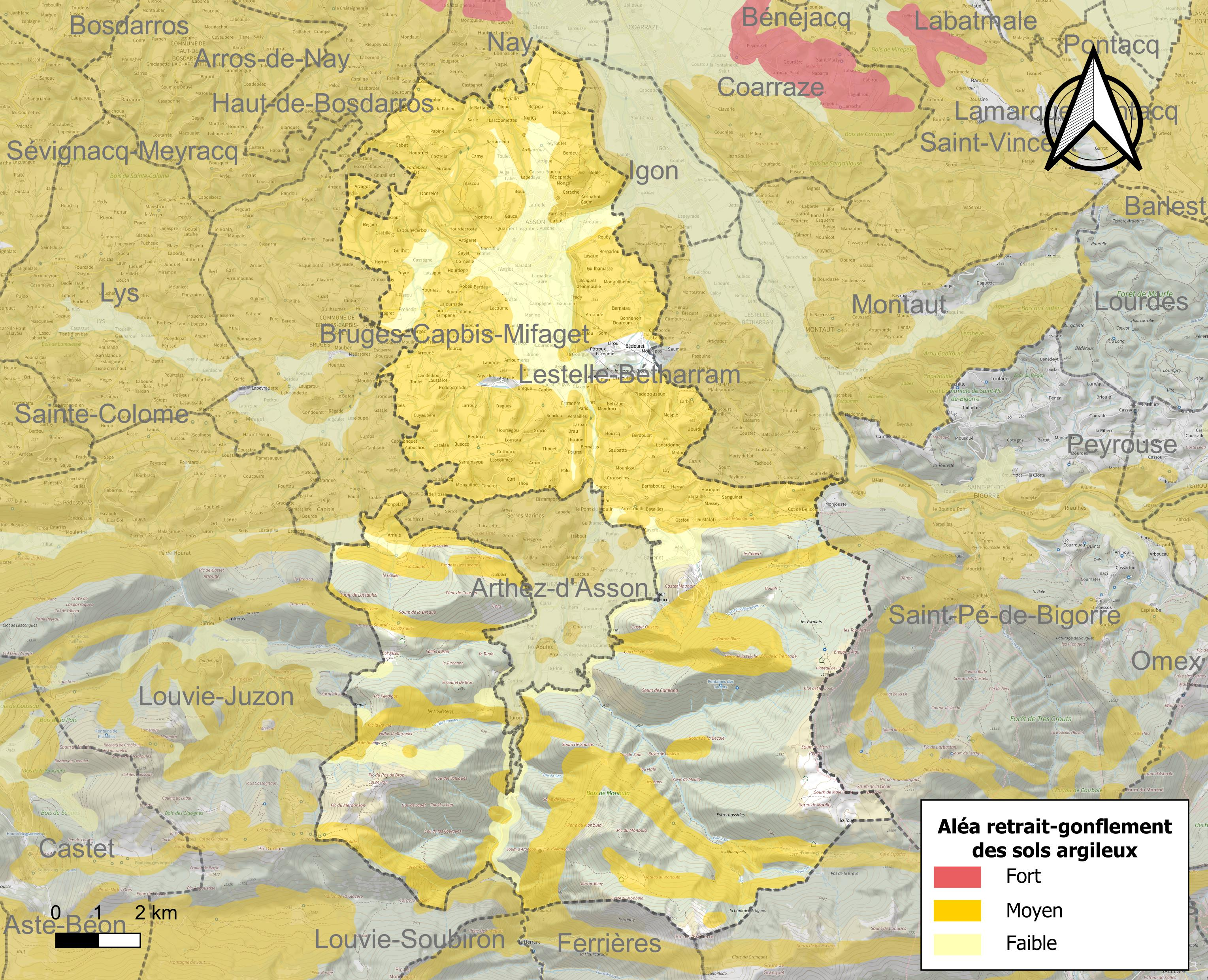
Carte des zones d'aléa retrait-gonflement des sols argileux d'Asson.

Le retrait-gonflement des sols argileux est susceptible d'engendrer des dommages importants aux bâtiments en cas d’alternance de périodes de sécheresse et de pluie. 51,1 % de la superficie communale est en aléa moyen ou fort (59 % au niveau départemental et 48,5 % au niveau national). Depuis le 1er octobre 2020, en application de la loi ELAN, différentes contraintes s'imposent aux vendeurs, maîtres d'ouvrages ou constructeurs de biens situés dans une zone classée en aléa moyen ou fort,.

## Toponymie
Le toponyme Asson apparaît sous les formes 
Assoo (XIe siècle, cartulaire de l'abbaye de Saint-Pé), 
Assonium (1100, titres de Mifaget), 
Villa quœ vocatur Asso (XIIe siècle, cartulaire de Lescar), 
Assun (XIIIe siècle, fors de Béarn), 
La vegarie d'Asson (1450, règlement de la Cour Majour), 
Saint-Martin d'Asson (1790) et 
Asson sur la carte de Cassini (fin XVIIIe siècle). Michel Grosclaude précise que le toponyme provient probablement du basque aitz/as (« pointe rocheuse ») et du suffixe locatif -on, pour donner « lieu où il y a une hauteur pointue ».
Son nom béarnais est Asson ou Assoû.

### Microtoponymie
Abère, ancien fief de la commune, apparaît sous la forme Abera (1546, réformation de Béarn).
Arribabès est une ferme d’Asson, citée par le dictionnaire topographique de 1863 et mentionnée en 1675 sous la graphie Arribebes (réformation de Béarn).
Arribarrouy était un hameau d’Asson dont il est fait état en 1675 (Arribarroy, réformation de Béarn) et 1863 (dictionnaire topographique Béarn-Pays basque).
Le dictionnaire de 1863 mentionne aussi le hameau Arribebot, dont il est également fait état en 1675 (réformation de Béarn). Le même dictionnaire signale le hameau Arriutoulet, ainsi que l'Artigaux, territoire sur lequel fut établie la commune de Lestelle.
Arrieucourt ou Arrioucourt pourrait être l’hydronyme mentionné par le dictionnaire de 1863 sous la forme Arriucourbe, ruisseau qui arrosait Asson et Igon avant de rejoindre l’Ouzom (noté Ouzon en 1863).
Bataille fait sans doute référence à l’hydronyme Bataillès, ruisseau indiqué par Paul Raymond en 1863, prenant sa source sur Asson avant de se jeter dans le Béez, qu’un acte des notaires de Nay mentionnait en 1501 sous la graphie l’ariu de Bathalhes. Il peut s’agir également du ruisseau Bataillès (dictionnaire topographique Béarn-Pays basque), affluent de l’Ouzom arrosant Asson.
Béchacq était en 1863 un hameau d’Arthez-d'Asson.
En 1675, la réformation de Béarn mentionne le hameau Les Bengues.
Brocq est une ferme de la commune, signalée par le dictionnaire topographique de 1863.
La ferme Cami fait l’objet d’une mention en 1385 (l’ostau deu Cami) dans le censier de Béarn.
Castet-Oussès désigne des montagnes entre Asson et Arthez-d'Asson, mentionnées sous la graphie Castet-Ousses par le dictionnaire de 1863.
Le fief de Claverie, cité par Paul Raymond en 1863, ainsi que par la réformation de Béarn en 1538 (l'ostau de Claveria) dépendait de la vicomté de Béarn.
D’après Paul Raymond, le chemin de Clerguet, conduisant à Clarac, traversait Asson et Igon, et délimitait les communes d’Asson et de Nay. On le trouve sous la graphie 
lo cami Clargues ou le cami Claragues en 1536, le grant camii aperat Clergues en 1547 (réformation de Béarn pour toutes les citations).
Couts-Dedans et Couts-Dehors était des hameaux d’Asson, mentionnés sous les formes 
Fore-Couts, Cootz, Dedans-couts et Fore-Couts (respectivement 1547, 1581 et 1675, réformation de Béarn.
Le chemin d’Estradère menait lui d’Asson à Arthez-d’Asson, par la montagne.
La Fourcade est une ferme mentionnée pre le dictionnaire de 1863.
Garrenot était en 1863 un hameau d’Arthez-d’Asson.
Grabot pourrait être le martinet de Grabaud, une forge de fer citée en 1771 (intendance de Pau).
Le toponyme Hermitage, ancienne motte d'Asson, apparaît sous les formes 
Lo Castet d'Assoo et la Bielle d'Asson (respectivement 1538 et 1675, réformation de Béarn). Au XVIIe siècle, Isaac Vergès, de Nay, y construisit un ermitage, d'où le toponyme actuel.
Le toponyme Lalanne est mentionné en 1863 (dictionnaire topographique Béarn-Pays basque) et désignait un hameau de la commune.
La ferme Larban est citée vers 1540 dans la réformation de Béarn.
Minvielle était un fief d’Asson, vassal de la vicomté de Béarn, dont il est fait mention en 1673 (réformation de Béarn), la maison noble de Mainvielle, autrement de Galan.
La ferme Palu est citée par le censier de Béarn). de 1385, sous la graphie Paluu.
Les Pandelles (las Pandeles en 1443 dans le règlement de la Cour Majour) désigne une fermes d’Asson.
Le fief Subercaze relevait de la vicomté de Béarn. Il est mentionné sous la forme la maison noble de Subercase (1684, réformation de Béarn).

## Histoire
Paul Raymond note qu'avant 1232, Asson était localisée près du lieu-dit l'Hermitage. Il y avait dans la commune une abbaye laïque, vassale de la vicomté de Béarn.
Le village a signé sa charte d'affranchissement le 4 janvier 1282, avec l'accord de Gaston VII de Béarn, vicomte de Béarn.
En 1385, Asson comptait cinquante-sept feux et dépendait du bailliage de Nay.
Asson ressortait de la notairie de Nay, au même titre qu’Angaïs, Arros, Arthez-d'Asson, Baliros, Baudreix, Bénéjacq, Beuste, Boeil, Bordères, Bosdarros, Clarac, Coarraze, Igon, Lagos, Lestelle, Mirepeix, Montaut, Nay, Pardies et Saint-Abit.

## Politique et administration

### Liste des maires
| Période                                  | Période      | Identité                 | Étiquette    | Qualité                                                                             |
| ---------------------------------------- | ------------ | ------------------------ | ------------ | ----------------------------------------------------------------------------------- |
| 1886                                     | 1904         | Jules Cazabieille        |              |                                                                                     |
| Les données manquantes sont à compléter. |              |                          |              |                                                                                     |
| 1908                                     | 1912         | Bernard Courades         |              |                                                                                     |
| 1912                                     | 1920         | Pierre Doassans          |              |                                                                                     |
| 1920                                     | 1925         | Pierre Donzelot          |              |                                                                                     |
| 1925                                     | 1944         | Marcellin Guilhamassé    |              |                                                                                     |
| 1944                                     | octobre 1947 | Victor Monguilhet        |              |                                                                                     |
| octobre 1947                             | mars 1989    | Jean Labarrère           | CNIP         | Conseiller général du canton de Nay-Ouest (1951 → 1976)                             |
| mars 1989                                | mars 2008    | Laurent Aubuchou-Aurouix | RPR puis UMP | Conseiller général du canton de Nay-Ouest (1994 → 2008)                             |
| mars 2008                                | mars 2014    | Patrick Moura            | DVG          | Fonctionnaire Président du Syndicat d'Eau de Nay-Ouest                              |
| mars 2014                                | En cours     | Marc Canton              | DVD          | Cadre du secteur privé Vice-président du Syndicat Mixte du Nord-est de Pau (2020- ) |

### Intercommunalité
Asson appartient à quatre structures intercommunales :
- la communauté de communes du Pays de Nay ;
- le syndicat d'énergie des Pyrénées-Atlantiques ;
- le syndicat intercommunal de défense contre les inondations du gave de Pau ;
- le syndicat mixte du bassin du gave de Pau.

## Population et société

### Démographie
Les habitants sont appelés les Assonais.
L'évolution du nombre d'habitants est connue à travers les recensements de la population effectués dans la commune depuis 1793. Pour les communes de moins de 10 000 habitants, une enquête de recensement portant sur toute la population est réalisée tous les cinq ans, les populations de référence des années intermédiaires étant quant à elles estimées par interpolation ou extrapolation. Pour la commune, le premier recensement exhaustif entrant dans le cadre du nouveau dispositif a été réalisé en 2004.

En 2022, la commune comptait 1 997 habitants, en évolution de −2,35 % par rapport à 2016 (Pyrénées-Atlantiques : +3,78 %, France hors Mayotte : +2,11 %).
| 1793  | 1800  | 1806  | 1821  | 1831  | 1836  | 1841  | 1846  | 1851  |
| ----- | ----- | ----- | ----- | ----- | ----- | ----- | ----- | ----- |
| 2 487 | 2 179 | 2 318 | 2 527 | 2 582 | 2 564 | 2 515 | 2 599 | 2 594 |

| 1856  | 1861  | 1866  | 1872  | 1876  | 1881  | 1886  | 1891  | 1896  |
| ----- | ----- | ----- | ----- | ----- | ----- | ----- | ----- | ----- |
| 2 661 | 2 626 | 2 600 | 2 406 | 2 550 | 2 541 | 2 554 | 2 406 | 2 521 |

| 1901  | 1906  | 1911  | 1921  | 1926  | 1931  | 1936  | 1946  | 1954  |
| ----- | ----- | ----- | ----- | ----- | ----- | ----- | ----- | ----- |
| 2 518 | 2 534 | 2 416 | 1 862 | 1 843 | 1 854 | 1 744 | 1 519 | 1 508 |

| 1962  | 1968  | 1975  | 1982  | 1990  | 1999  | 2004  | 2006  | 2009  |
| ----- | ----- | ----- | ----- | ----- | ----- | ----- | ----- | ----- |
| 1 506 | 1 527 | 1 676 | 1 644 | 1 652 | 1 771 | 1 802 | 1 843 | 1 949 |

| 2014  | 2019  | 2022  | - | - | - | - | - | - |
| ----- | ----- | ----- | - | - | - | - | - | - |
| 2 053 | 2 004 | 1 997 | - | - | - | - | - | - |

Asson fait partie de l'aire d'attraction de Pau.

### Enseignement
Asson dispose de deux écoles primaires (école du Bourg et école du Pont-Latapie).

### Sports
Asson sports évolue en championnat de France de handball masculin de Nationale 2.

## Économie
La commune fait partie de la zone d'appellation de l'ossau-iraty, ainsi que des indications géographiques protégées (IGP) suivantes : le haricot tarbais, la tomme noire des Pyrénées, le canard à foie gras du Sud-Ouest et le jambon de Bayonne.

## Culture locale et patrimoine

### Lieux et monuments

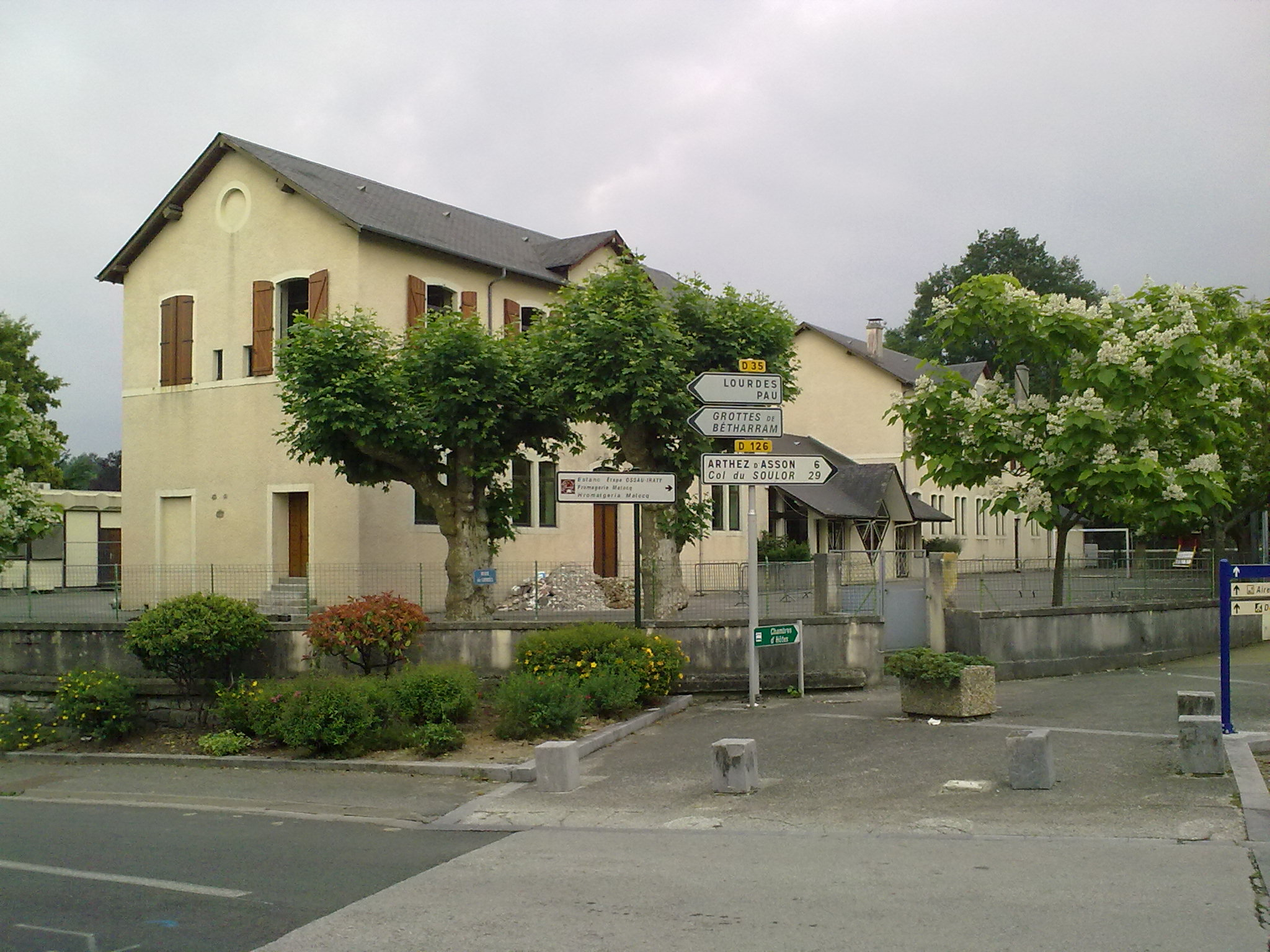
Une école primaire d'Asson.
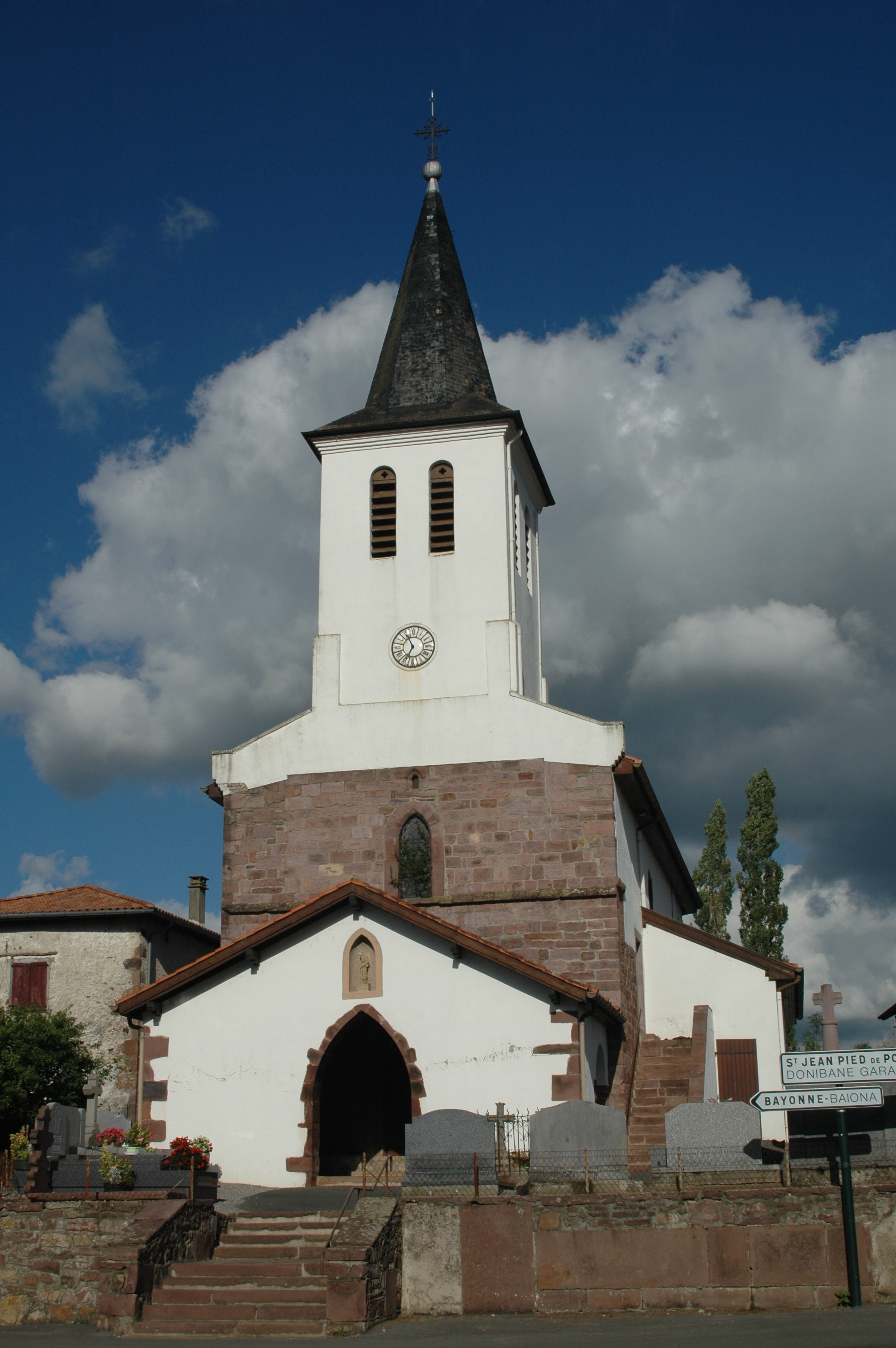
L'église.

La langue locale est l'occitan-gascon, appelé localement béarnais. Une classe bilingue propose un cursus français-occitan (béarnais) dans l'école de la commune de la maternelle au CM2.

#### Patrimoine civil
Au lieu-dit Lalanne, dans le zoo, une serre métallique, de 1900 est classée aux monuments historiques depuis 2001.
Les propriétaires du château d'Abère sont connus depuis le XIIe siècle.

#### Patrimoine religieux
L'église Saint-Martin, partiellement du XVe siècle, recèle un triptyque du XVIe siècle classé.
Asson est une étape du chemin du Piedmont pyrénéen (ou el cami deu pé de la coste), un itinéraire secondaire du pèlerinage de Saint-Jacques-de-Compostelle.

## Pour approfondir